# 普丽西拉·塔皮亚
普丽西拉·纳塔利娅·塔皮亚·卡斯蒂略（西班牙語：Priscilla Natalia Tapia Castillo；1991年5月2日—），哥斯达黎加女子足球运动员，司职守门员，目前效力于萨普里萨体育俱乐部和哥斯达黎加国家女子足球队。她曾代表哥斯达黎加参加2022年中北美洲及加勒比海女子足球锦标赛和2023年国际足联女子世界杯等多场国际赛事。